# Rutin
Rutin (rutozid, kvercetin-3-O-rutinozid, soforin) je citrusni flavonoidni glikozid nađen u heljdi, lišću i peteljakama rabarbara, i špargli. Rutin je takođe nađen u plodovima Brazilskog drveta Dimorphandra mollis, plodovima i cvetovima pagoda drveta, citrusnom voću (pomorandža, grejpfrut, limun, limeta), bobicama kao što je dud, plodovima jasena i brusnicama. Njegovo ime potiče od imena biljke Ruta, koja takođe sadrži rutin. On se ponekad naziva vitaminom P, mada striktno govoreći on nije vitamin.
Rutin je glikozid koji se sastoji od flavonol kvercetina i disaharida rutinoze, (α--ramnopiranozil-(1→6))-β--glukopiranoze.